# Nabisco
La Nabisco (precedentemente National Biscuit Company) è un'azienda alimentare specializzata nella produzione di snack con sede ad East Hanover Township, nel New Jersey, negli Stati Uniti. La Nabisco è una sussidiaria della Mondelēz International. Fra i marchi più noti prodotti dalla Nabisco vi sono Chips Ahoy!, Belvita, Oreo, Ritz, Teddy Grahams, Triscuit, Newtons e Wheat Thins. L'azienda opera negli USA, nel Regno Unito, in Messico, nella Bolivia, nel Venezuela, e in altri paesi del Sud America. 
Grazie ai suoi 170.000 metri quadrati, il panificio Nabisco di Chicago è il più grande del mondo.

## Storia
La Pearson & Sons Bakery aprì nel Massachusetts nel 1792 e produsse un biscotto chiamato pilot bread da consumare durante i lunghi viaggi per mare. Nel 1889, William H. Moore acquisì la Pearson & Sons Bakery, la Josiah Bent Bakery e altre sei panetterie per avviare la New York Biscuit Company. L'avvocato di Chicago Adolphus Green (1843–1917) fondò l'American Biscuit and Manufacturing Company nel 1890 dopo aver acquisito 40 diverse panetterie. Poi Moore, Green e John Gottlieb Zeller (1849-1939, fondatore della Richmond Steam Bakery) si fusero tutti nel 1898 per formare la National Biscuit Company e Green ne divenne il presidente. Zeller fu presidente dell'azienda dal 1923 al 1931.
Originariamente, Nabisco era un marchio di cracker prodotto dalla National Biscuit Company lanciato nel 1901. L'azienda successivamente introdusse Fig Newtons, Nabisco Wafers, Anola Wafers, Barnum's Animal Crackers (1902), Cameos (1910), Lorna Doones (1912), Oreos (1912), e Famous Chocolate Wafer (1924, che verrà interrotto nel 2023).
Nel 1924, la National Biscuit Company lanciò uno spuntino in un pacchetto sigillato chiamato Peanut Sandwich Packet. Presto venne inaugurato Sorbetto Sandwich Packet. Ciò consentiva ai venditori di vendere dei prodotti destinati a soda fountain, bancarelle, bar latterie, mense ed edicole. Le vendite aumentarono e l'azienda iniziò a utilizzare il nome NAB nel 1928. Il termine Nabs oggi è usato per indicare, in senso generico e perlopiù negli Stati Uniti meridionali, qualsiasi tipo di cracker.
La Nabisco ha posseduto il biscottificio Saiwa tra il 1965 ed il 2004, anno in cui è passata a Kraft Foods, poi diventata Mondelēz.

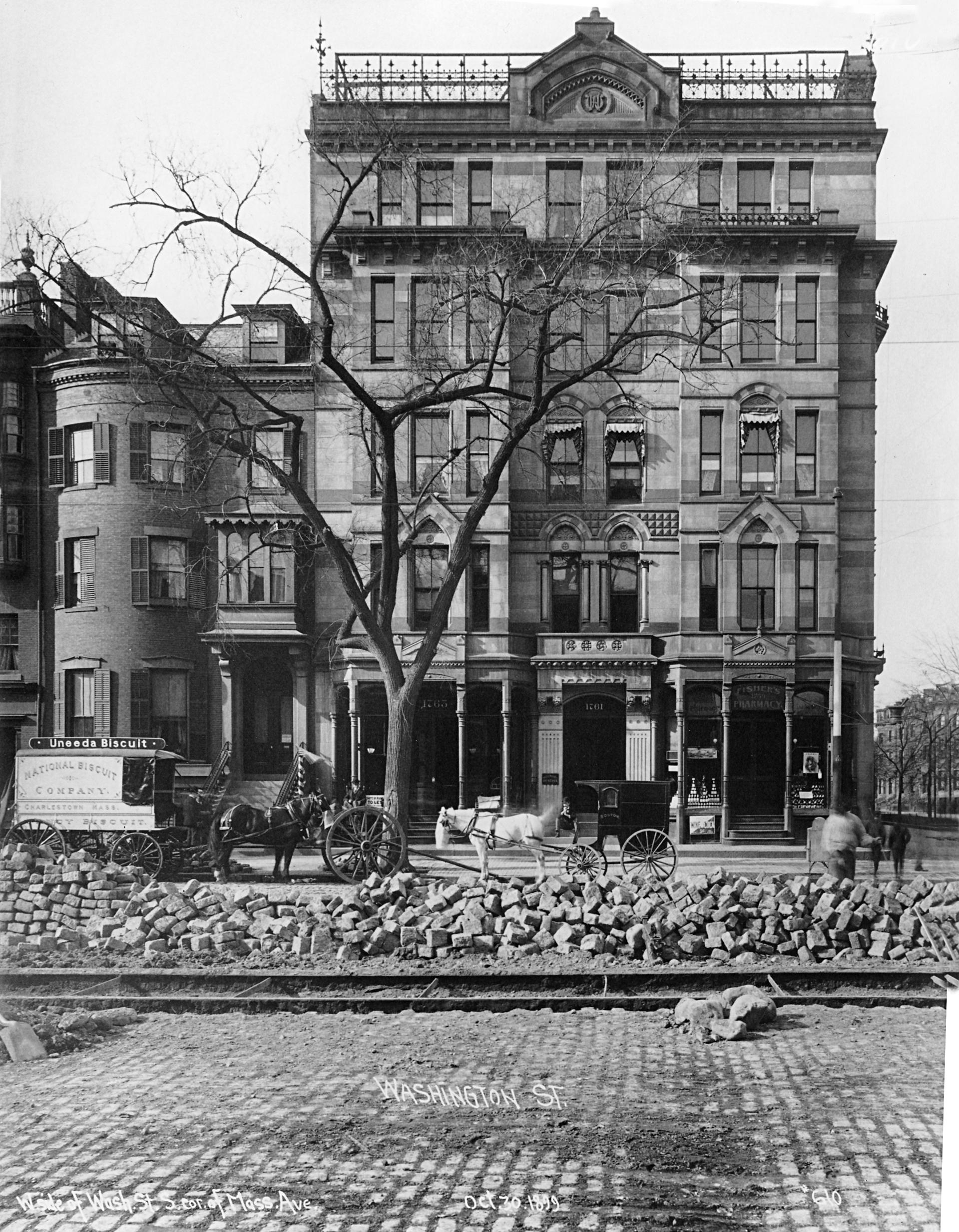
La National Biscuit Company e il carro Quincy Biscuit pubblicizzano "Uneeda Biscuit" a Boston, Massachusetts nel 1899

Nabisco celebrò il suo anniversario d'oro nel 1948. La ditta cambiò nome in Nabisco nel 1971. Nel 1981, la Nabisco si fuse con la Standard Brands formando così la "Nabisco Brands";   nel 1985 la ditta si fuse con la RJ Reynolds Tobacco Company per formare RJR Nabisco. La Kraft General Foods acquisì i cereali Nabisco dalla RJR Nabisco nel 1993 e i marchi di cereali sono ora di proprietà di Post Holdings. Nel 1999, Nabisco acquisì Favorite Brands International. Nel 2000, Philip Morris Companies Inc. ottenne la Nabisco per fonderla con la Kraft Foods, una delle principali realtà del settore alimentare. Nel 2011, la Kraft Foods annunciò la scissione in un'azienda di generi alimentari e in un'azienda di snack. Nabisco entrò a far parte del business degli snack, che prese il nome Mondelēz International.
A partire dal 16 luglio 2021, la società madre Mondelēz International ha deciso di chiudere lo stabilimento di Fair Lawn dopo 63 anni, costringendo la maggior parte dei 600 dipendenti ad andare avanti e/o andare in pensione, ad accettare lavori presso altre aziende o a trasferirsi all'interno dell'azienda.
Nell'agosto 2021, oltre 1.000 lavoratori di diverse panetterie e centri di distribuzione in tutti gli Stati Uniti, organizzati sotto la Bakery, Confectionery, Tobacco Workers and Grain Millers' International Union, scioperarono per protesta riguardo a un nuovo contratto di lavoro della Nabisco.

## Immagine aziendale

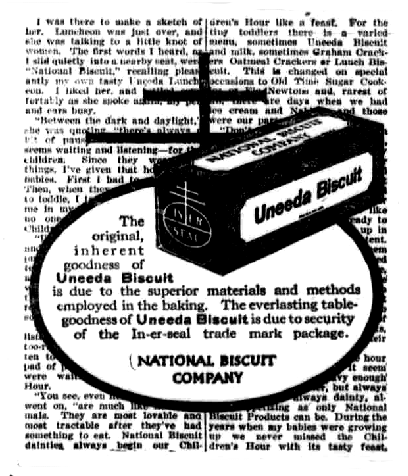
Pubblicità sui giornali americani dei biscotti Uneeda del 1919. Dietro il prodotto è visibile il marchio "antenna" Nabisco

Il marchio di fabbrica di Nabisco è un'ellisse diagonale con una serie di linee simili ad antenne che sporgono dalla parte superiore ("Orb and Cross" o Globus cruciger). Costituisce la base del suo logo e può essere visto impresso sui biscotti Oreo, oltre alle scatole e alla documentazione dei prodotti Nabisco. Deriva da un marchio tipografico veneziano medievale che rappresentava "il trionfo del morale e dello spirituale sul male e sulla materia". Un simbolo precedentemente utilizzato per rappresentare la redenzione del mondo da parte di Cristo.
L'attuale aggiornamento del familiare marchio Nabisco è stato progettato dal tipografo e grafico americano Gerard Huerta, che ha creato molti loghi famosi per l'identità aziendale e il marchio, nonché per l'industria cinematografica e musicale, come quella degli AC/DC.